# Rack
Der Begriff Rack (englisch für „Rahmen“, „Schrank“, „Gestell“, „Regal“ oder „Ständer“) ist eine aus dem Englischen entlehnte Bezeichnung für eine Haltevorrichtung, die typischerweise eine Menge kleinerer Elemente zu einer Einheit zusammenfasst – wie z. B. ein Ständer oder ein Gestell.
In der Elektrotechnik spricht man allgemein von einem Baugruppenträger.

## 19-Zoll-Racks
Im Rechenzentrumsbetrieb und der Veranstaltungs-, Labor- und Regeltechnik steht der Begriff Rack (engl. 19-inch rack) für ein Gestell für Elektrogeräte mit einer genormten Breite von 19 Zoll, bei dem die einzelnen Geräte („Einschübe“), die sich im Rack montieren lassen, eine Frontplatten-Breite von genau 48,26 Zentimetern (≙ 19″) aufweisen (z. B.: Baugruppenträger). Eine Höheneinheit (HE, im Englischen auch rack unit [U, selten: RU]) ist mit 1,75 Zoll (≙ 4,445 cm) spezifiziert, eine Teilungseinheit (TE) für die Modulbreite innerhalb eines Einschubs mit 1/5 Zoll (≙ 5,08 mm).
Das 19-Zoll-Rack-System ist für gute Kompatibilität genormt (EIA 310-D, IEC 60297 und DIN 41494 SC48D). Die Höhe der Frontplatten der Einschübe beträgt demnach ein Vielfaches einer Höheneinheit, welche 1,75 Zoll entspricht. Für etwas Spielraum beim Ein- und besonders Ausbau werden von Frontplatten einmal 1/32 Zoll (entspricht 0,787 mm) abgezogen. Befestigt werden die Geräte mit je vier Schrauben in den Lochreihen senkrecht laufender Blechwinkel nahe den Vorderkanten des Regals (shelf). Diese Bleche sind etwa 2 mm stark (Stahl: mindestens 1,9 mm, Alu: stärker) sowie je 5/8 Zoll (15,88 mm) breit und bilden so eine 450,85 mm (entspricht 19″ minus 2 × 5/8″ = 17,75″) breite Öffnung. Die Lochreihen haben horizontal 465,14 mm (18 5/16″) Mittenabstand. Je Höheneinheit (1,75″) liegen drei Löcher in zwei Abständen von 15,88 mm (0,625″) übereinander, der Abstand zum ersten Loch der nächsten Höheneinheit ist mit 12,70 mm (≙0,5″) etwas geringer, so ergibt sich eine sichtbar rhythmische Wiederholung der Lochabstände. Die Löcher weisen in den USA häufig Gewindebohrungen auf: Das feine #10-32 (tpi) UNF (ca. 4,8 mm Außendurchmesser) oder die gröberen UNC-Gewinde #12-24 (ca. 5,5 mm) und 1/4″ (20 tpi) (6,35 mm), seltener kommen metrische M5 oder M6 vor. Kostengünstiger ist die Ausstattung der Bleche mit quadratischen oder runden Stanzlöchern, in die nur bei Bedarf Schnapp- oder Käfigmuttern eingesetzt werden.
Beim Kauf von Netzwerkschränken ist stets auf die Maße der einzubauenden Geräte zu achten. Schränke werden immer in Außenbreite und Außentiefe angegeben. Lediglich die Einbauhöhe wird in HE beziffert. Marktüblich wäre beispielsweise ein Schrank 42 HE 600 × 800. Dies bedeutet, dass der Schrank eine nutzbare Rasterung von 42 HE hat, hingegen 600 mm Außenbreite und 800 mm Außentiefe. Die nutzbare Innenbreite und Innentiefe ist von Hersteller zu Hersteller unterschiedlich und muss beachtet werden.

### Informationstechnik
Standard-Racks für Rechenzentren sind etwa 2 Meter hoch und bieten meist einen Netto-Raum von 42 HE. Es gibt sie in Bautiefen von 60, 80, 100 oder 120 Zentimetern und Baubreiten von 60, 70 oder 80 Zentimetern. Die größeren Baubreiten bieten seitlichen Zusatzraum für eine strukturierte Verkabelung oder für die Stromversorgung. Die Racks können mit Seitenwänden oder Türen zu Schränken geschlossen werden.

Ein Einschub für Einsteckplatinen oder Baugruppen in Europakarten-Format (100 × 160 mm) ist 3 HE hoch und umfasst 84 TE, die beispielsweise beim VMEbus bis zu 20 Platinen Platz bieten (je Platine werden 4 TE gerechnet), rechts und links werden je 2 TE für die Abschlusswiderstände benötigt. Bei größeren Platinen wird das Doppel-Euro-Format (233 × 160 mm) mit 6 HE verwendet.

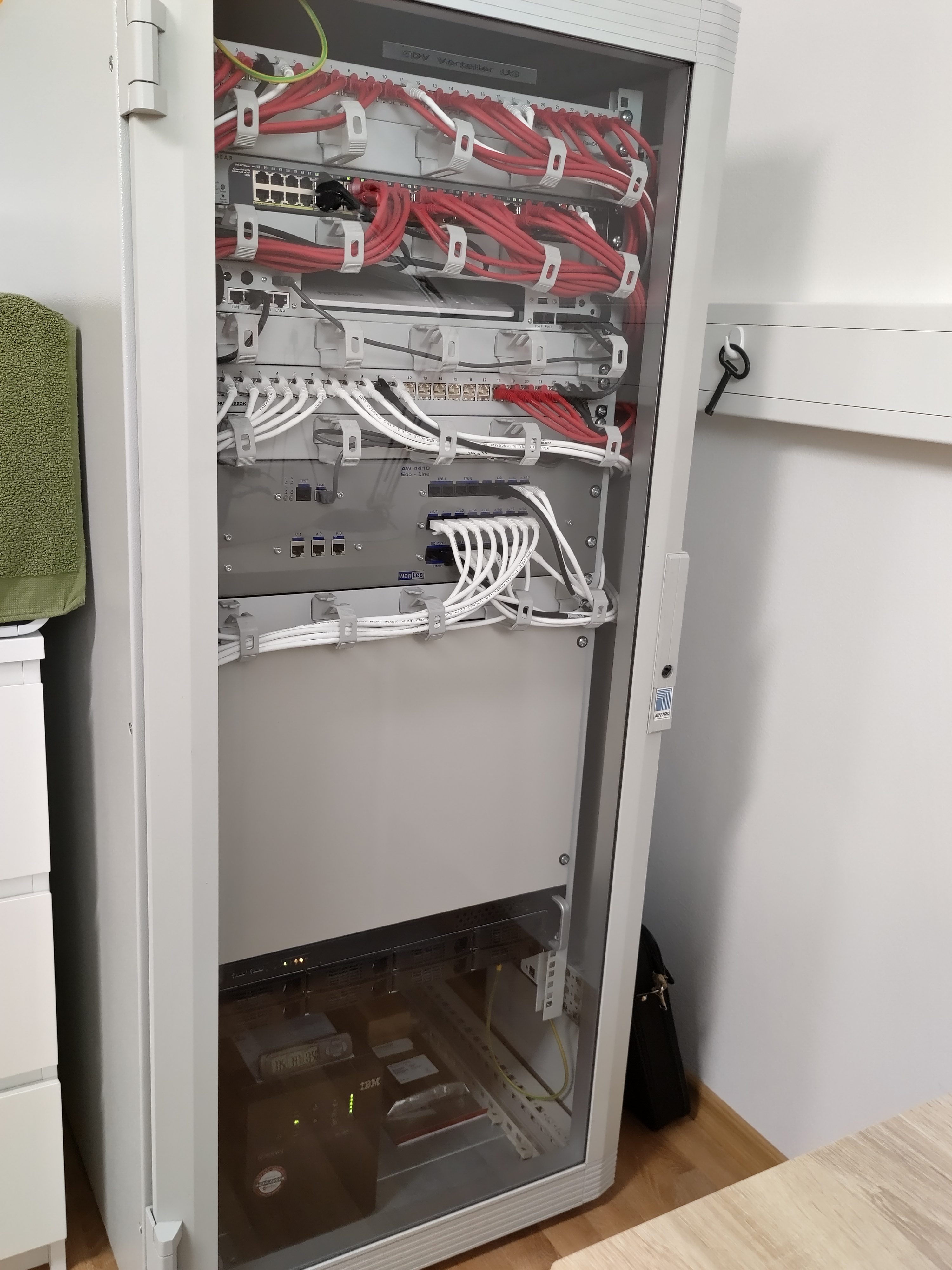
19″-Netzwerkschrank mit typischen Gerätschaften: Patchpanel, Vorrichtungen für Kabelmanagement, Switch, Router, Telefonanlage, Server und USV (ganz unten links, nicht in 19″-Ausführung).
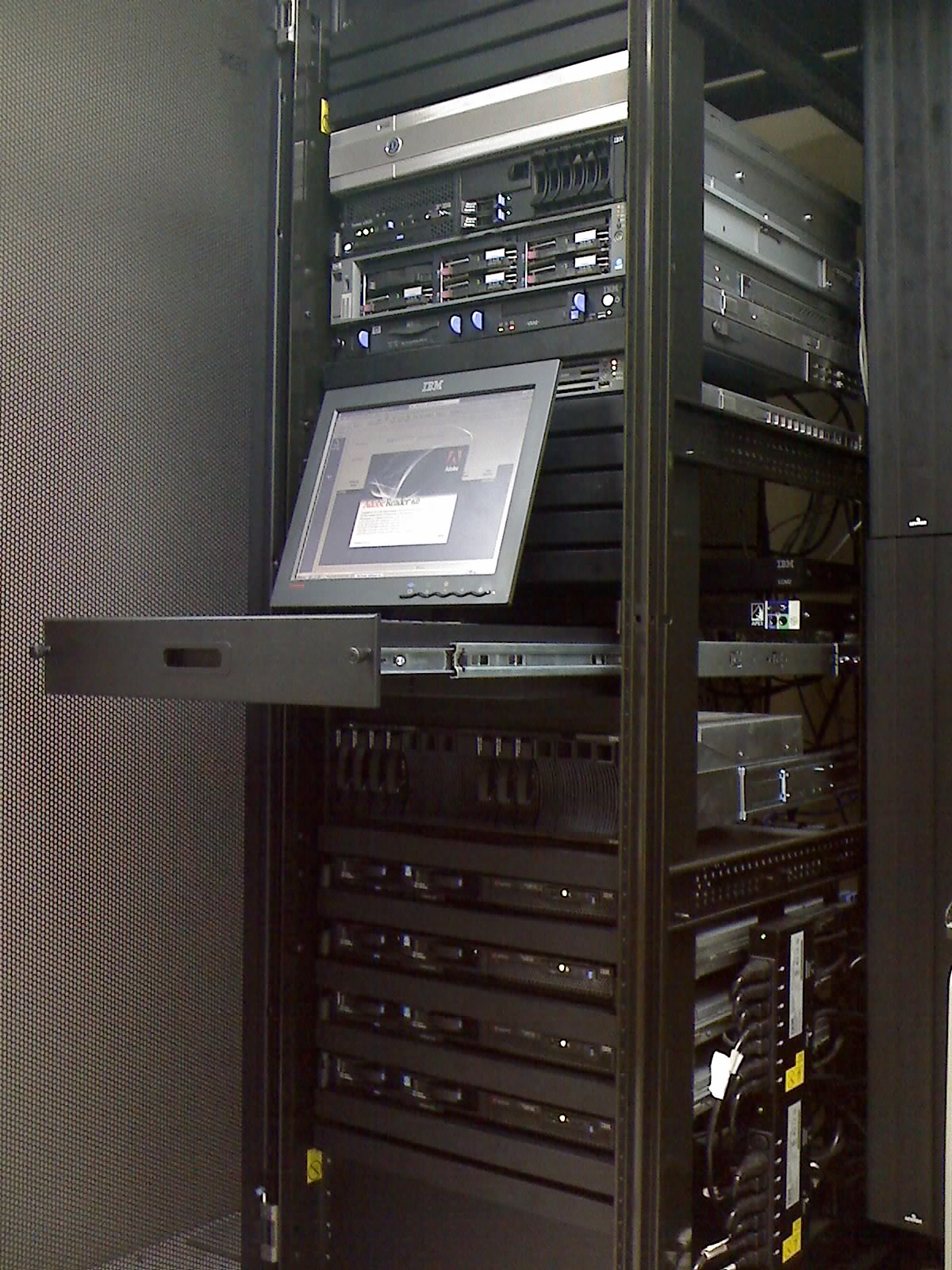
19″-Rack mit Einbauten
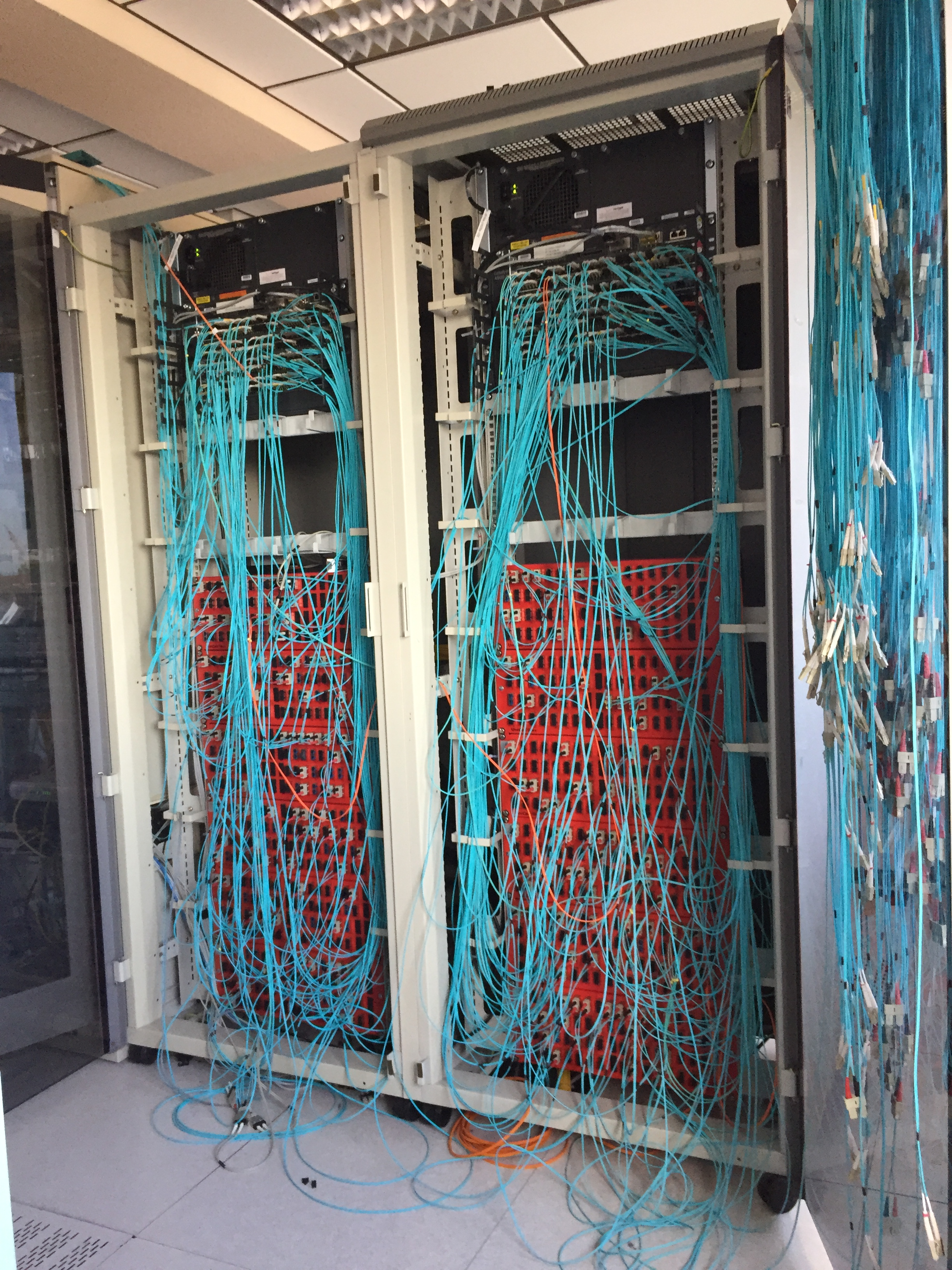
Rückseite mit Verkabelungen
Abmessungen eines 19″-Racks

### Ton- und Lichttechnik

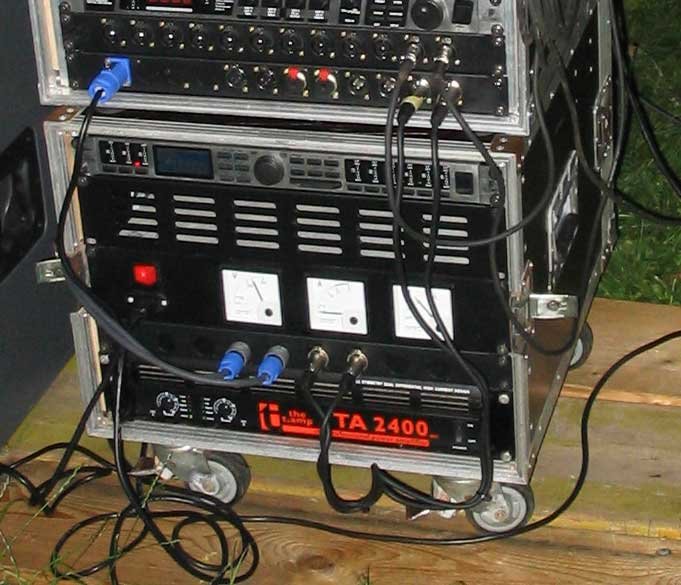
Endstufenrack für schnellen und sicheren Transport

Auch in der Ton- und Lichttechnik hat sich die Verwendung von Geräten durchgesetzt, die in Racks montiert werden können. Sie werden vor allem im Bereich der PA- und Studio-Technik verwendet, unter anderem für Equalizer, Endstufen, Effektgeräte, Channel strips und Dynamikprozessoren. Racks für die Bühnentechnik sind als Flightcase ausgeführt.

## Möbel

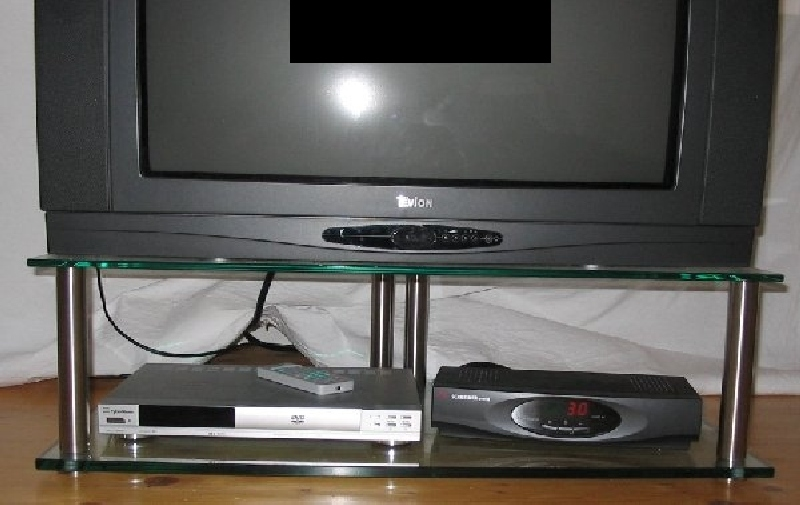
TV-Rack mit Geräten

Die Bezeichnung Rack wird auch für Regale zur Aufbewahrung bzw. Präsentation von HiFi- und TV-Geräten verwendet. Diese HiFi-Racks oder TV-Racks haben keine genormten Breiten und sind meistens der Optik und Größe der HiFi-Geräte angepasst. Zur Herstellung dieser Racks werden größtenteils Werkstoffe wie Edelstahl, Aluminium, Glas, MDF oder Holz eingesetzt.

## Schlagzeug-Racks

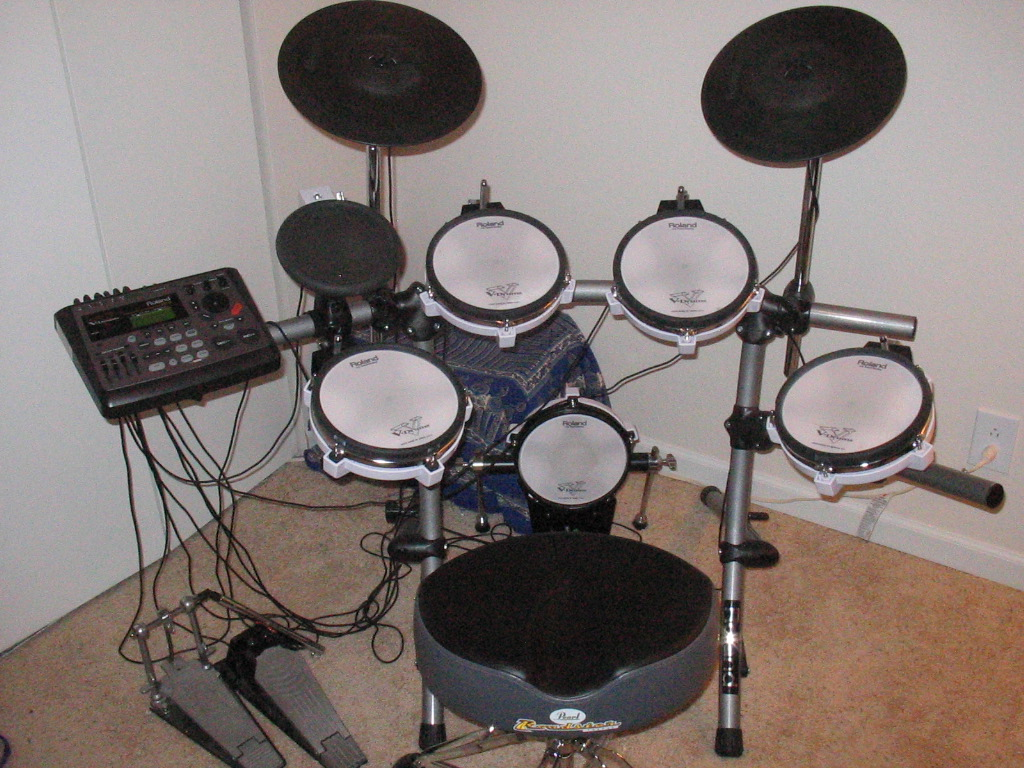
Elektronisches Schlagzeug auf einem Rack

Als Rack bezeichnet man ein Gestell, an dem die einzelnen Teile eines Schlagzeugs befestigt werden, also hauptsächlich Tomtoms und Becken, gelegentlich auch andere Instrumente wie Percussion- und Effektinstrumente.
Herkömmlicherweise benötigt man zum Aufbau eines Schlagzeugs eine Vielzahl von Ständern: Allenfalls ein oder maximal zwei Tomtoms lassen sich auf der Bassdrum befestigen, ansonsten wird jedes Becken und jede Trommel (mit Ausnahme der Bassdrum) auf einem eigenen Ständer montiert, die Tomtoms allerdings oft paarweise (zwei auf einem Ständer) oder auf fest angebauten Beinen (Standtoms). Dieser Aufbau hat zur Folge, dass der Schlagzeuger von einem Gewirr von Ständern umgeben ist, die bei glattem Untergrund auch leicht verrutschen können. Da praktisch jeder Ständer drei Standfüße hat, wird oft sogar der Platz knapp, vor allem dann, wenn auch noch Mikrofone aufgestellt werden.

Als Alternative zu diesem herkömmlichen Aufbau bietet das Rack mit nur wenigen Standbeinen (zwei bis vier) die Möglichkeit, eine Vielzahl von Einzelinstrumenten aufzuhängen. Dazu sind die Standbeine mit waagerechten Querstreben verbunden, an denen Halterungen für Becken, Trommeln und andere Instrumente verschraubt werden. Als Standard etabliert hat sich das Rack beim Elektronischen Schlagzeug. Bei der Verwendung zweier Bassdrums ist das Rack ebenfalls Standard.

## Weitere Racks

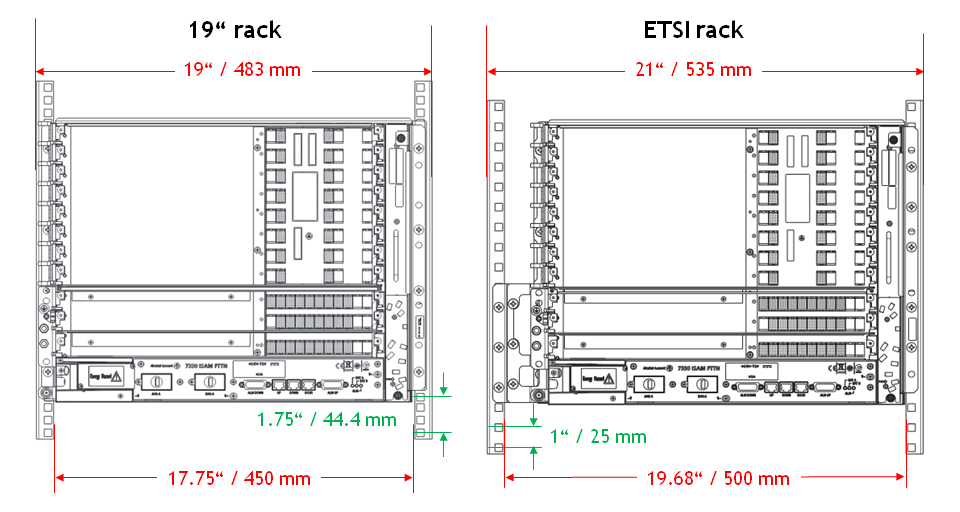
Dimensionen von 19″- und ETSI-Racks

- Das International Standard Payload Rack ist die Einbaubasis für Forschungsmodule der Internationalen Raumstation (ISS).
- Das Mini Rack oder 10-Zoll-Rack ist eine schmalere Variante des 19-Zoll-Racks, welches in der Regel weniger tief ist. Verwendung findet es in erster Linie im privaten Bereich und bei kleineren Installationen. Teilweise werden auch besonders kleine Schränke im 19-Zoll-Raster als Mini-Racks bezeichnet. Viele Schränke sind zur Wandmontage geeignet.
- ETSI-Racks (= 535 mm) sind durch das Europäische Institut für Telekommunikationsnormen definiert (ETS 300 119). Die 535 mm beziehen sich dabei auf den Außenabstand der Gestellholme; 19 Zoll bezieht sich auf die Länge der Gerätefrontplatte, was oft dem Außenabstand der Gestellholme entspricht. 535 mm entsprechen fast genau 21 Zoll, weshalb ETSI-Racks manchmal auch als 21-Zoll-Racks bezeichnet werden. Die lichte Weite zwischen den Gestellholmen beträgt 50 cm. 19-Zoll-Geräte – maximal 45 cm breit – lassen sich leicht durch Adapter in ein ETSI-Gestell einbauen. ETSI normierte ebenfalls die Außenmaße der Schränke: vier mögliche Breiten: 15/30/60/90 cm, zwei mögliche Tiefen: 30/60 cm.
- 23-Zoll-Racks (= 584,2 mm) wurden durch Western Electric eingeführt und sind in Amerika im Telekommunikationsbereich verbreitet. Die Befestigungslöcher haben vertikal einen Mittenabstand von 1 Zoll.